# PRT (omroep)

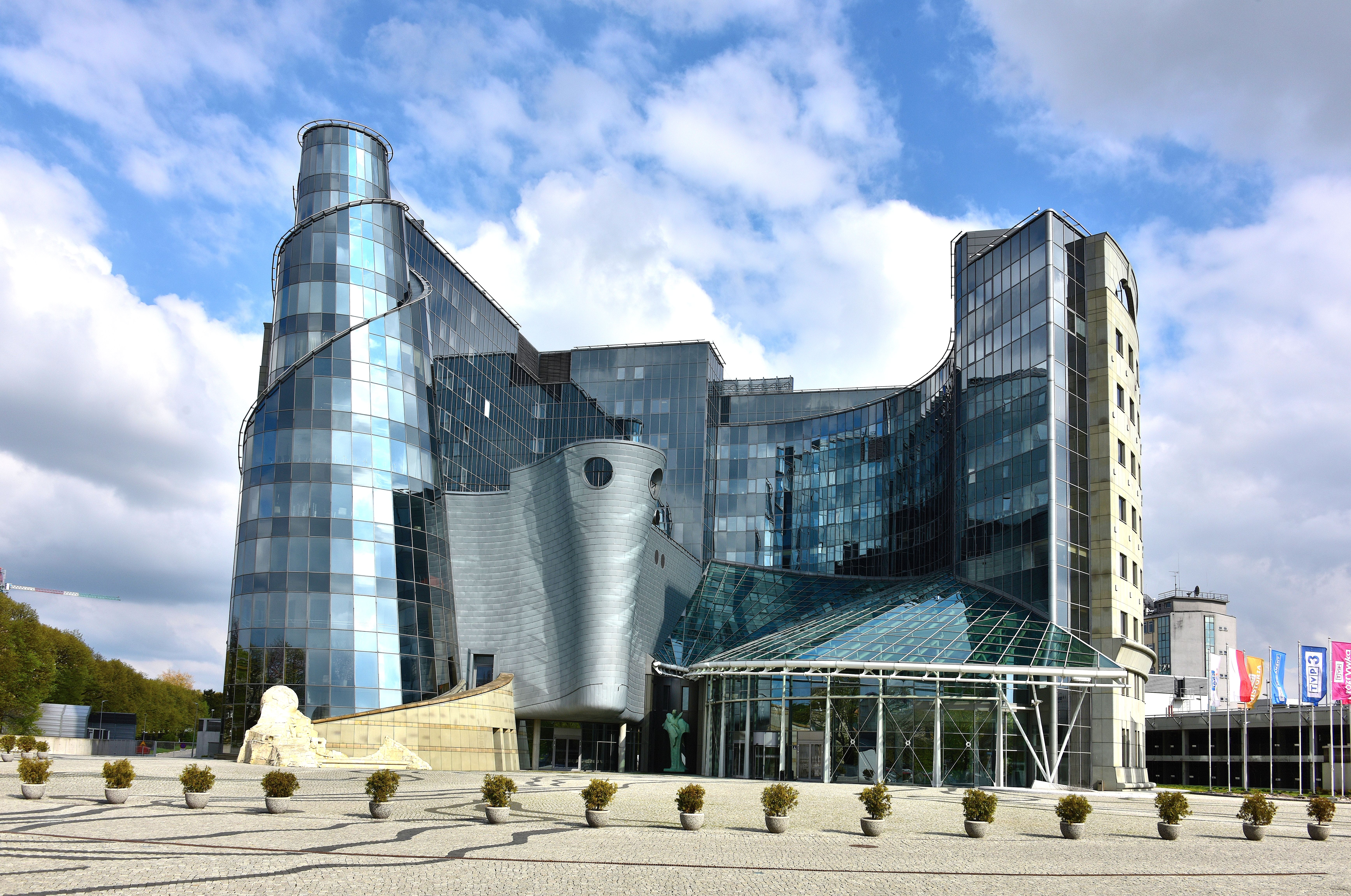
Het gebouw van de TVP in Warschau

De Polskie Radio i Telewizja (PRT) is de publieke televisie- en radio-omroep van Polen. De PRT is onderverdeeld in de Polskie Radio en de televisiezender Telewizja Polska (TVP), daarnaast bestaan er ook nog 17 regionale radiozenders. 
Tot 1 januari 1994 bestond de omroep onder de naam Państwowa Jednostka Organizacyjna Polskie Radio i Telewizja.
De omroep is bekend onder meer vanwege het feit dat ze jaarlijks het Eurovisiesongfestival uitzendt. 